# Jean Tsomelou
 (février 2025).
La mise en forme du texte ne suit pas les recommandations de Wikipédia : il faut le « wikifier ».
Les points d'amélioration suivants sont les cas les plus fréquents :
- Les titres sont pré-formatés par le logiciel. Ils ne sont ni en capitales, ni en gras.
- Le texte ne doit pas être écrit en capitales (les noms de famille non plus), ni en gras, ni en italique, ni en « petit »…
- Le gras n'est utilisé que pour surligner le titre de l'article dans l'introduction, une seule fois.
- L'italique est rarement utilisé : mots en langue étrangère, titres d'œuvres, noms de bateaux, etc.
- Les citations ne sont pas en italique mais en corps de texte normal. Elles sont entourées par des guillemets français : « et ».
- Les listes à puces sont à éviter, des paragraphes rédigés étant largement préférés. Les tableaux sont à réserver à la présentation de données structurées (résultats, etc.).
- Les appels de note de bas de page (petits chiffres en exposant, introduits par l'outil «  Source ») sont à placer entre la fin de phrase et le point final[comme ça].
- Les liens internes (vers d'autres articles de Wikipédia) sont à choisir avec parcimonie. Créez des liens vers des articles approfondissant le sujet. Les termes génériques sans rapport avec le sujet sont à éviter, ainsi que les répétitions de liens vers un même terme.
- Les liens externes sont à placer uniquement dans une section « Liens externes », à la fin de l'article. Ces liens sont à choisir avec parcimonie suivant les règles définies. Si un lien sert de source à l'article, son insertion dans le texte est à faire par les notes de bas de page.
- La présentation des références doit suivre les conventions bibliographiques. Il est recommandé d'utiliser les modèles {{Ouvrage}}, {{Chapitre}}, {{Article}}, {{Lien web}} et/ou {{Bibliographie}}. Le mode d'édition visuel peut mettre en forme automatiquement les références.
- Insérer une infobox (cadre d'informations à droite) n'est pas obligatoire pour parachever la mise en page.

Pour une aide détaillée, merci de consulter Aide:Wikification.
Si vous pensez que ces points ont été résolus, vous pouvez retirer ce bandeau et améliorer la mise en forme d'un autre article.
Jean Tsomeloun, né le 20 décembre 1968 à Woutchaba, est un homme politique camerounais connu pour son engagement au sein du Front social démocrate (SDF), un parti d'opposition. Né le 20 décembre 1968 à Woutchaba, dans le département du Lom-et-Djerem, il s'impose comme un acteur clé dans le paysage politique du pays, notamment en tant que député, ministre et président régional du SDF.

## Biographie

### Origine et éducation
Jean Tsomelou est issu d'une famille modeste, fils de Sirou et Sonta. Son parcours académique a été marqué par une formation solide qui lui a permis de développer des compétences en administration et en gestion publique. Après avoir fréquenté l'École nationale d'administration et de magistrature (ENAM), il a obtenu un diplôme d'administrateur civil en octobre 1985.

### Carrière politique

#### Débuts au SDF
Jean Tsomelou a rejoint le SDF dès sa création, un parti fondé en 1990 par John Fru Ndi. En 1997, il est élu député à l'Assemblée nationale, devenant ainsi l'un des plus jeunes parlementaires du pays à l'âge de 29 ans. Il représente la circonscription de Lom-et-Djerem,.

#### Mandats et Fonctions
- Député (1997-2002) : pendant son mandat à l'Assemblée nationale, Tsomelou s'est distingué par son engagement envers les préoccupations des citoyens de sa région.
- Ministre des Transports (2004) : après une brève pause en politique, il fait son retour au gouvernement comme ministre des Transports, où il a œuvré pour améliorer les infrastructures routières du pays.
- Ministre de l'Industrie, des Mines et du Développement Technologique (2004-2007) : dans ce rôle, il a supervisé plusieurs projets visant à moderniser le secteur industriel camerounais.
- Maire de Belabo (1996-2007) : en parallèle de ses fonctions ministérielles, Tsomelou a été maire de la commune rurale de Belabo, où il a mis en œuvre des initiatives pour le développement local[2].

#### Rôle au sein du SDF
En 2010, Jean Tsomelou est nommé président régional du SDF pour la région de l'Ouest. Sa nomination témoigne de la confiance que lui accorde le leadership du parti. En janvier 2016, il devient Secrétaire Général du SDF, faisant de lui le premier francophone à occuper ce poste14,. Sa gestion durant les crises internes du parti a été saluée par ses pairs, renforçant son image de leader capable et respecté.